# Nunziatura apostolica a Torino
La nunziatura apostolica a Torino o nunziatura apostolica nel Ducato di Savoia o Nunziatura apostolica nel Regno di Sardegna è stata una rappresentanza diplomatica permanente della Santa Sede nel Ducato di Savoia prima e nel Regno di Sardegna poi. La sede era a Torino, capitale degli stati sabaudi. La nunziatura era retta da un diplomatico, detto "nunzio apostolico a Torino", che aveva il rango di ambasciatore.

## Storia
La nunziatura apostolica a Torino venne fondata ufficialmente da papa Pio IV il 1º luglio 1560 con il breve Cupientes insigni. Primo nunzio apostolico fu François de Bachaud (1560-1573), vescovo di Ginevra, sebbene personalità di ambasceria si trovassero in Piemonte già da quasi un secolo.
La nunziatura apostolica venne creata in concomitanza con i lavori conclusivi del Concilio di Trento e come tale essa ebbe prevalentemente il ruolo di assicurare la presenza dei vescovi locali al concilio e rimase successivamente come sede d'ambasciata della Santa Sede presso i duchi sabaudi oltre a divenire un fervente centro di azione dell'inquisizione contro i valdesi e i calvinisti coi quali lo stato di Savoia confinava.
Contrasti per la promozione della nunziatura apostolica a Torino sorsero all'epoca di Carlo Emanuele III di Savoia in quanto quest'ultimo fece pressione su papa Benedetto XIV perché concedesse all'allora nunzio apostolico Ludovico Merlini il titolo di cardinale così come era in uso presso altre corti europee e così da dare maggiore importanza alla nunziatura torinese. All'opposizione del pontefice, per tutta risposta Carlo Emanuele III chiuse la nunziatura apostolica che venne riaperta per opera di Gregorio XVI congiuntamente al volere di Carlo Alberto di Savoia il 18 gennaio 1839. Nel periodo intercorso vennero nominati degli incaricati con valore di ambasciatori.
L'ultimo nunzio apostolico a Torino morì nel 1850 e da allora non venne più nominato alcun ambasciatore della Santa Sede a questa sede, ancor più dopo i moti risorgimentali e la conquista di Roma che acuirono gli attriti tra Piemonte e Stato Pontificio. Nel 1856 per sopperire momentaneamente alla mancanza di un nunzio, venne nominato un pro-nunzio nella persona di Gaetano Tortone alla cui morte, nel 1891, l'intero archivio della nunziatura venne trasferito in Vaticano.

## Lista dei nunzi apostolici

### XVI secolo
- Braccio Martelli 22 febbraio 1531 - 30 novembre 1532
- Filiberto Ferrero 12 novembre 1532 - 31 dicembre 1540
- François de Bachaud (3 giugno 1560 - 1º luglio 1568 deceduto)
- Vincenzo Laureo (23 novembre 1568 - 1º giugno 1573 nominato nunzio apostolico in Polonia)
- Girolamo Federici (15 giugno 1573 - 29 giugno 1577 dimesso)
- Ottavio Santacroce (29 giugno 1577 - 15 settembre 1580)
- Vincenzo Laureo (15 settembre 1580 - 10 maggio 1585) (per la seconda volta)
- Gian Ambrogio Fieschi (10 maggio 1585 - gennaio 1586 deceduto)
- Giulio Ottinelli (12 febbraio 1586 - 13 novembre 1592 dimesso)
- Marcello Acquaviva (13 settembre 1592 - 1º aprile 1595 dimesso)
- Giulio Cesare Riccardi (1º aprile 1595 - 2 agosto 1601 dimesso)

### XVII secolo
- Corrado Tartarini (2 agosto 1601 - 13 febbraio 1602 deceduto)
- Paolo Tolosa, C.R. (30 maggio 1602 - 12 giugno 1606 dimesso)
- Pietro Francesco Costa (12 giugno 1606 - 23 marzo 1624 dimesso)
- Lorenzo Campeggi (23 marzo 1624 - 3 luglio 1627 dimesso)
- Luigi Galli (3 luglio 1627 - 11 ottobre 1629 dimesso)
- Alessandro Castracani (11 ottobre 1629 - 30 luglio 1634 dimesso)
- Fausto Caffarelli (30 luglio 1634 - 4 maggio 1641 dimesso)
- Gasparo Cecchinelli (4 maggio 1641 - aprile 1644 dimesso)
- Giovanni Battista Landi (16 aprile 1644 - 29 luglio 1646 deceduto)
- Alessandro Crescenzi (16 novembre 1646 - 30 dicembre 1658)
- Carlo Roberti (24 dicembre 1658 - 28 aprile 1664 nominato nunzio apostolico in Francia)
- Niccolò Pietro Bargellini (4 luglio 1665 - 11 febbraio 1668 nominato nunzio apostolico in Francia)
- Angelo Maria Ranuzzi (30 giugno 1668 - 13 maggio 1671 nominato nunzio apostolico in Polonia)
- Marcello Durazzo (17 giugno 1671 - 12 agosto 1672 dimesso)
- Fabrizio Spada (12 agosto 1672 - 3 gennaio 1674 nominato nunzio apostolico in Francia)
- Pietro Alberini (10 marzo 1674 - novembre 1675 dimesso)
- Giuseppe Mosti (20 febbraio 1676 - 12 febbraio 1690 nominato nunzio apostolico in Spagna)
- Ferdinando Strozza (8 giugno 1690 - 12 maggio 1695 deceduto)
- Alessandro Sforza (24 giugno 1695 - 8 aprile 1701 deceduto)

### XVIII secolo
- - Alessandro Francesco Codebò (aprile 1701 - 11 ottobre 1703) (internunzio)
  - Bernardino Guinigi (11 ottobre 1703 - febbraio 1707 dimesso) (internunzio)
  - Raniero Felice Simonetti (7 ottobre 1711 - 6 gennaio 1717 nominato nunzio apostolico nel Regno di Napoli) (internunzio)
  - Giovanni Carlo Antonelli (21 maggio 1736 - 1739 dimesso) (internunzio)
- Ludovico Merlini (27 gennaio 1741 - 27 dicembre 1753 dimesso)
  - Emidio Ziucci (28 maggio 1775 - settembre 1795 dimesso) (internunzio)
  - Soppressione della nunziatura apostolica (1753-1839)

### XIX secolo
- Antonio Tosti (25 aprile 1822 - 15 gennaio 1829 nominato chierico di Camera) (incaricato d'affari)
- Tommaso Pasquale Gizzi (5 gennaio 1829 - 25 gennaio 1835 nominato internunzio in Belgio) (incaricato d'affari)
- Ambrogio Campodonico (25 gennaio 1835 - 1839) (incaricato d'affari)

- Vincenzo Massi (12 novembre 1839 - 10 gennaio 1841 deceduto)
- Tommaso Pasquale Gizzi (giugno 1841 - 21 gennaio 1844 creato cardinale)
- Antonio Benedetto Antonucci (29 luglio 1844 - aprile 1850 dimesso)
  - Gaetano Tortone (1856-1891), pro-nunzio

## Fonti
- (FR)  Henry Biaudet, Les nonciatures apostoliques permanentes jusqu'en 1648, Helsinki 1910, pp. 114, 129, 144, 159, 174, 189, 204, 219, 234
- Giuseppe de Marchi, Le nunziature apostoliche dal 1800 al 1956, Roma 1957, pp. 251–254